# Neutrí tau
El neutrí tau o neutrí tauònic (símbol ντ) és una partícula elemental subatòmica de tipus neutrí que no té cap càrrega elèctrica, ni càrrega de color i, per tant, només interacciona mitjançant la interacció feble. Juntament amb el leptó tau, forma la tercera generació de leptons, i per això rep el seu nom neutrí. La seva existència fou immediatament assumida un cop que la partícula tau fou detectada per Martin Lewis Perl i els seus col·legues del grup LBL al laboratori SLAC en una sèrie d'experiments entre 1974 i 1977. La descoberta del neutrí tau fou anunciada el juliol de 2000 per la col·laboració DONUT.

## Descoberta
El neutrí tau és el més pesant dels neutrins i el darrer leptó a ser descobert, i és la segona partícula descoberta més recentment del Model Estàndard (entre les descobertes del quark top el 1995 i el bosó de Higgs el 2012). L'experiment DONUT (Direct Observation of the Nu Tau) al Fermilab fou construït durant els anys 1990 amb l'objectiu de detectar aquesta partícula, fet que es produí efectivament el juliol de 2000.